# Факультет гуманитарных наук Карлова университета
Факультет гуманитарных наук Карлова университета (чеш. Fakulta humanitních studií Univerzity Karlovy, сокр. FHS UK) — самый молодой факультет Карлова университета в Праге (Чехия).

## История
Основанный как Институт гуманитарного образования (Institutu základů vzdělanosti) в 1994 году, факультет получил полную академическую автономию в 2000 году. Его основное исследовательское и академическое направление — гуманитарные науки, социальная и культурная антропология. Расположен в районе Libeň (Прага-8). Насчитывает 240 преподавателей и около 2500 студентов.
Первым деканом факультета был бывший министр Министерства образования, молодежи и спорта Ян Сокол. В 2007 году его заменил Ладислав Бенёвский. Исполняющий обязанности декана - Мари Петова.

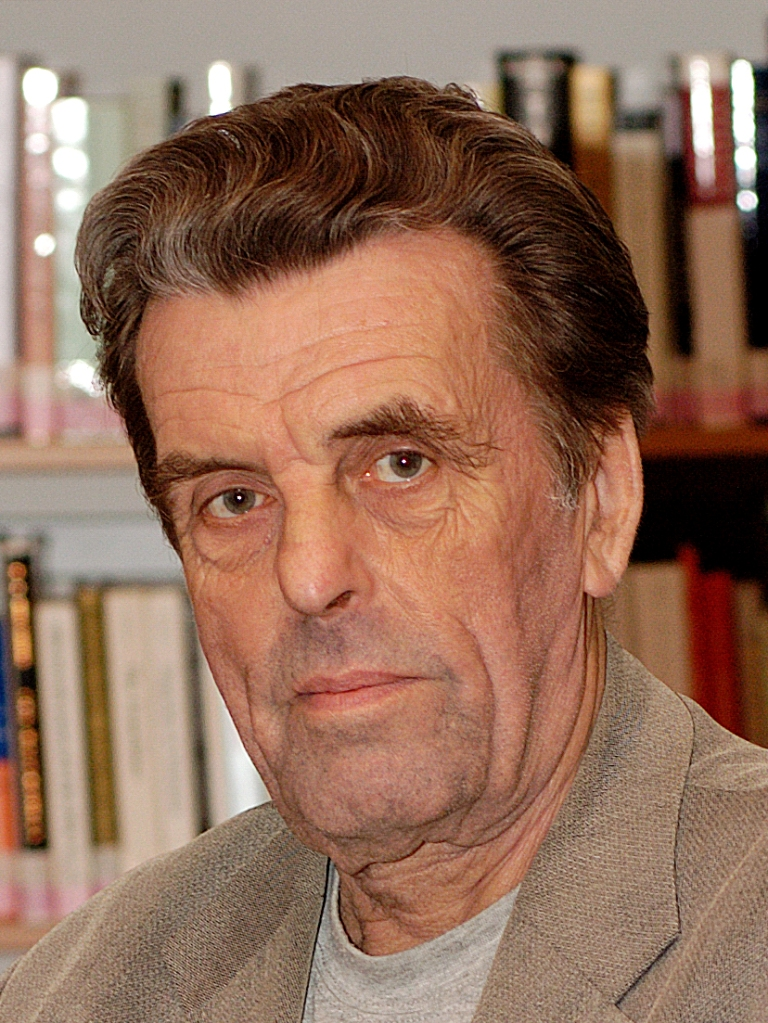
Сокол, Ян
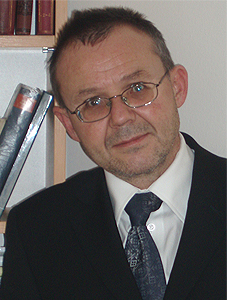
L. Benyovszky

## Помещения
Сперва главное здание факультета располагалось по адресу U Kříže 8, Jinonice (Прага-5), с двумя помещениями: одно в районе Hůrka (Прага-13), а другое на улице Махова, 7 (Прага-2). В 2020 году факультет переехал в новое здание в районе Прага-8. В 2021 году это здание получило национальную архитектурную премию.
На факультете гуманитарных наук действуют два научно-образовательных учреждения: Научно-исследовательский центр развития личности и этноса, Реабилитационный институт для инвалидов по зрению и Кабинет гражданского демократического образования. Его трехэтажная библиотека расположена под зданием университета на площади Яна Палаха у Староместская.

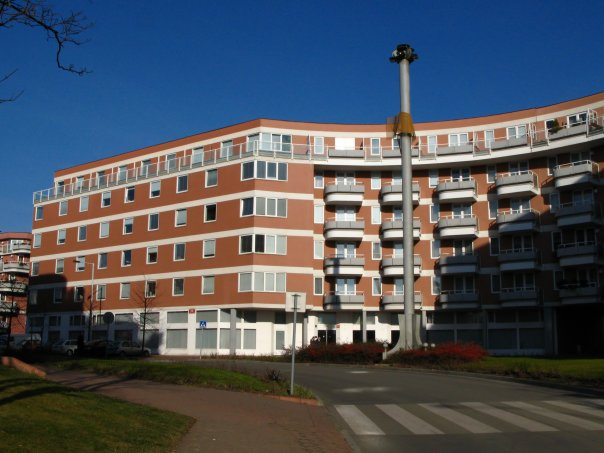
Старое здание
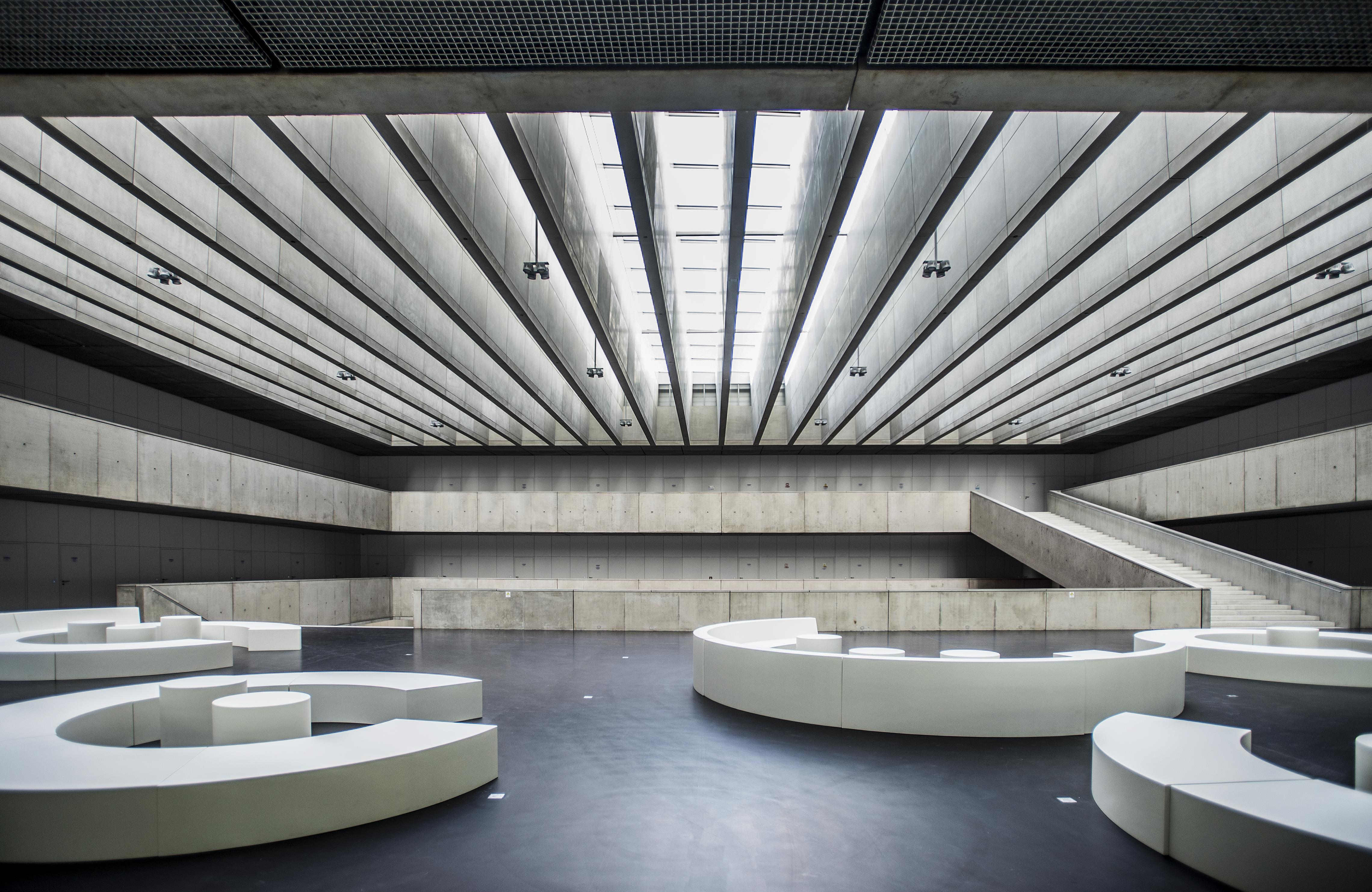
Новое здание